# Турмухамедов, Есенгали
Есенгали Турмухамедов (1883 — 1928) — революционер и политический деятель, один из лидеров движения «Алаш».

## Биография
Есенгали (Есен) Турмухамедов родился в 1883 году в семье крестьян. Казах. Член ВКП(б) с 1924 года. Происходил из рода Тама, подрода Бекбаулы.

### Образование
В 1902 году окончил русско-киргизское 2-классное училище в Актюбинске.

### Трудовая деятельность
Писец по найму (05.1902-09.1913).
На выборных должностях в волостном управлении, волостной управитель Батбактинской волости (1915 - 1918).
Член областной продовольственной управы (06.1917-02.1918).
На I Всеказахском съезде, который прошел в Оренбурге 21-28 июля 1917 года, был выдвинут кандидатом во Всероссийское Учредительное Собрание. .
Один из авторов проекта программы партии "Алаш", опубликованной 21 ноября 1917 года в газете «Қазақ».
Делегат Чрезвычайного (второго) Сибирского областного съезда от «Алаш», Томск 6-19 декабря 1917 г.
Личный секретарь А.Букейханова. В конце 1917/начале 1918 поссорился с ним и отошел от дел. Помогал красным подпольщикам в период занятия Оренбурга атаманом Дутовым.
Работал в уездной земской управе (=1918=).
Управляющий кооперативной маслодельной артелью — 7 месяцев.
В начале 1918 года в Оренбурге добровольно явился в распоряжение комиссара Тургайской области А.Джангильдина и работал в Тургайском облисполкоме.
Управляющий делами подотдела снабжения губзу (07.1920-05.21).
Член Оренбургско-Тургайского губисполкома (8.03.1921-1.07.1921).
Председатель исполкома г. Актюбинск (03.1921 — 01.07.21)
Секретарь — член президиума Актюбинского губисполкома (1.07.1921-27.01.1922) и одновременно с 3.08.1921 председатель административной комиссии Актюбинского губисполкома.
Заведующий Актюбинским губзу (27.01.1922-04.23=) и одновременно член губкомиссии по ликвидации последствий голода (=01-02, 06.23=).
Заместитель заведующего Актюбинским губзу (=12.23= — 02.1924).
Заведующий Актюбинским губстатбюро (02.1924 — 04.1928) и одновременно председатель губернской оценочной комиссии (03.1924), член Актюбинской губернской плановой комиссии (=01-08.25=), заместитель председателя губернской комиссии по оценке урожая (21.04.1927).
Делегат 1-3 съездов советов КАССР (1920, 1921, 1922).
Член КазЦИК (10.1921-10.1922).